# NGC 2471
NGC 2471 é uma estrela dupla na direção da constelação de Lynx. O objeto foi descoberto pelo astrônomo William Parsons em 1851, usando um telescópio refletor com abertura de 72 polegadas. 